# NGC 944
NGC 944 је лентикуларна галаксија у сазвежђу Кит која се налази на NGC листи објеката дубоког неба.
Деклинација објекта је - 14° 30' 57" а ректасцензија 2h 26m 41,6s. Привидна величина (магнитуда) објекта NGC 944 износи 14,0 а фотографска магнитуда 14,9. NGC 944 је још познат и под ознакама IC 228, MCG -3-7-16, IRAS 02242-1444, PGC 9300.